# Leo Laliman
 (avril 2022).
Leo Laliman est un vigneron et viticulteur de Bordeaux en France, au XIXe siècle. Il est crédité, avec Gaston Bazille, de la découverte de la résistance des vignes au phylloxéra du raisin lorsque les vignes européennes sont greffées avec des porte-greffes américains appropriés. Cette découverte était très pertinente à l'époque, alors que la France souffrait d'une grave brûlure du vin induite par le même phylloxéra.
Alors que Laliman a été félicité pour sa découverte, Laliman a été une figure controversée à l'époque ; pour des raisons non documentées, il a été qualifié par beaucoup d'introducteur du phylloxéra et, par extension, du fléau paralysant qui l'accompagnait.

## Arrière-plan
La brûlure, appelée la grande brûlure du vin français, est une grave crise agricole du milieu du XIXe siècle qui a entraîné la destruction de plus de 4 millions de vignobles et de 40 % de toutes les vignes en France, et qui a dévasté l'industrie du vin dans le pays.
Cette crise est provoquée par une espèce de puceron originaire d'Amérique du Nord et transportée à travers l'océan Atlantique à la fin des années 1850 et au début des années 1860,. Cependant, la façon dont le phyolloxera a survécu au voyage est restée un sujet de débat. Les Européens avaient expérimenté les vignes américaines pendant des siècles sans aucun problème pestilentiel. Finalement, il a été démontré que, à la suite de l'invention des bateaux à vapeur, le phylloxéra de la vigne était capable de survivre au voyage dont le temps avait été raccourci.

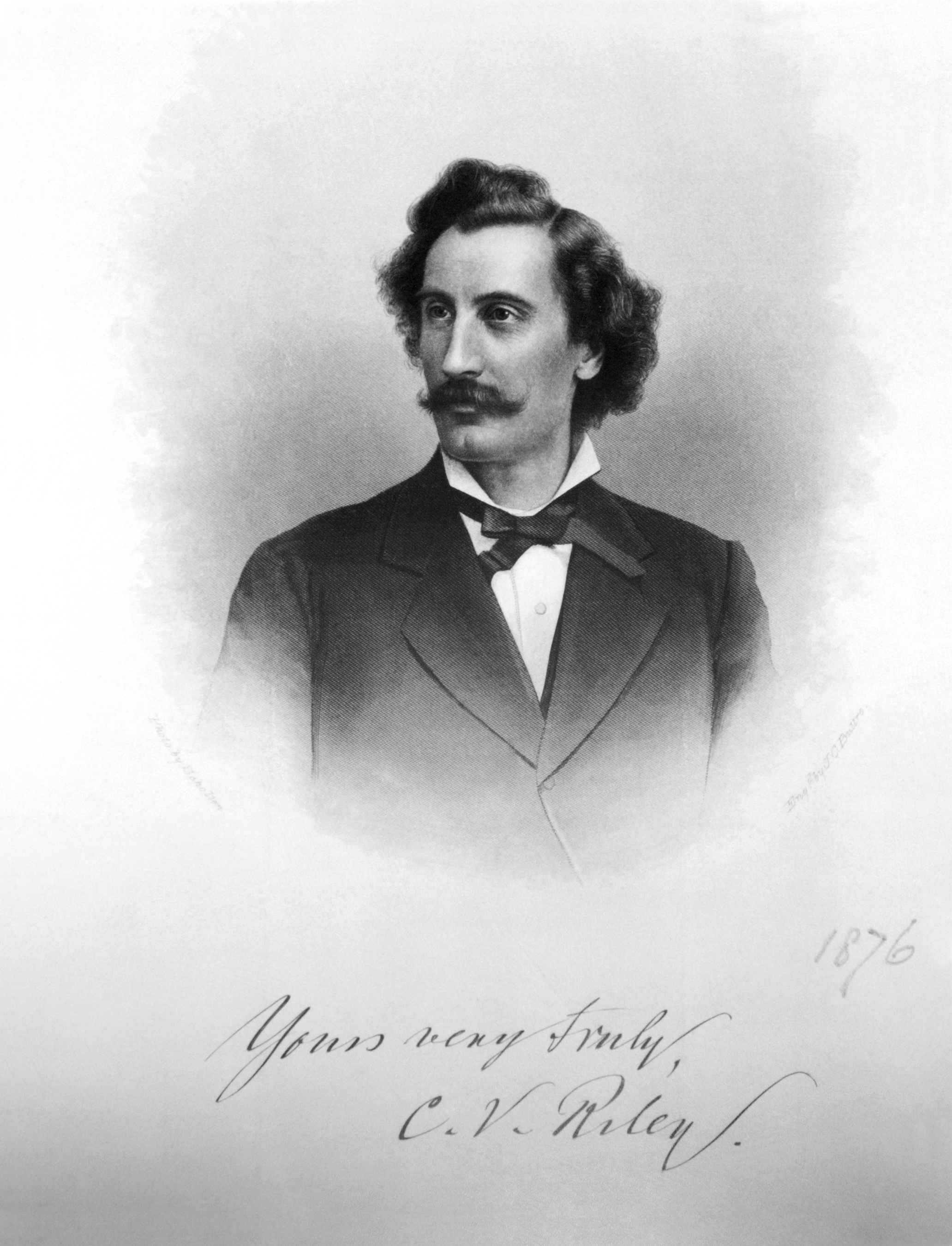
Charles Valentine Riley

Le premier cas de brûlure du vin a été enregistré au début des années 1860, et la France a souffert de la brûlure pendant une période de 15 ans, sans aucune solution. Finalement, Jules Émile Planchon et deux collègues ont fait une découverte importante, à savoir la découverte du puceron qui a causé le phylloxéra - jusque-là, la source des dégâts était inconnue. En 1870, l'entomologiste américain Charles Valentine Riley confirme la théorie de Planchon. Cependant, cette découverte a suscité la controverse ; certains l'ont accueilli avec optimisme, disant que maintenant que la cause avait été trouvée, ce ne serait plus qu'une question d'élimination, tandis que d'autres étaient complètement en désaccord avec la théorie.

## Solution
Peu de temps après que Riley ait confirmé la théorie proposée par Planchon, Laliman et Bazille, jusqu'alors deux vignerons inconnus, ont proposé que les vignes européennes, du cépage vinifera, puissent former une résistance au phylloxéra destructeur si elles étaient greffées avec le cépage américain, qui avait formé une résistance naturelle au phylloxéra.
L'idée a été testée et s'est avérée fructueuse. À la suite de cela, la France est à nouveau divisée. Certains, appelés les « chimistes », persistaient dans l'usage des pesticides et des produits chimiques, tandis que d'autres, appelés « américanistes », essayaient la méthode de Laliman et Bazille.

### Récompense
Le gouvernement français a, en désespoir de cause, offert une récompense de plus de 320 000 francs à quiconque trouverait un remède contre le fléau. Leo Laliman tente de réclamer la récompense. Le gouvernement français refuse d'accorder l'argent à Laliman, affirmant qu'il avait simplement empêché l'apparition du phylloxéra, plutôt que trouvé un remède. 

### Controverse
Laliman est devenu une figure assez controversée après sa découverte et celle de Bazille. Alors qu'il était largement acclamé et loué pour sa théorie et son succès, et était incontestablement crédité d'avoir trouvé la solution au problème, beaucoup d'autres se sont méfiés de sa méthode et ont résolument été contre le greffage sur des porte-greffes de vignes américaines. D'autres se sont personnellement méfié de lui, et certains ont prétendu qu'il était en fait responsable de l'introduction du phylloxéra de la vigne. Cette suspicion publique à l'égard de Laliman est peut-être la véritable raison pour laquelle le gouvernement français a été contre l'attribution à Laliman du prix pour « guérir le fléau ».